# 绒毛毛萼香薷
绒毛毛萼香薷（学名：Elsholtzia eriocalyx var. tomentosa）为唇形科香薷属下的一个变种。

## 扩展阅读
- 維基物種上的相關：绒毛毛萼香薷